# Alžbětinský klášter (Kadaň)
Klášter alžbětinek v Kadani s přilehlým kostelem svaté Rodiny je barokní stavba bývalého kláštera, která se nachází v památkové rezervaci na Špitálském předměstí v Kadani. Byl postavený v letech 1748–1755 za podpory hraběnky Karolíny ze Schönkirchenu. Celý areál je chráněn jako kulturní památka České republiky.

## Historie kláštera

### 18. století – založení kláštera
Kadaňský konvent alžbětinek vděčí za svou fundaci a realizaci zejména hraběnce Karolině Justině z rodu Schönkirchů. K oficiálnímu uvedení řádu alžbětinek do Kadaně došlo až 16. listopadu 1746, kdy bylo vybráno i místo pro budoucí klášter a k němu přiléhající špitál. Alžbětinkám bylo tímto povoleno zřízení prvních pěti míst pro řádové sestry a celkem šesti nemocničních lůžek, což se později kvůli velké vytíženosti a malé kapacitě ukázalo jako nedostačující. Příchod alžbětinek do Kadaně lze datovat do listopadu roku 1748. První představenou kláštera se stala Marie Johanna od Svatého Kříže, vlastním jménem Maria Therezia z Vogelmayeru (1674–1755).
Místo, kde byl klášter postaven, je z hlediska stavebních materiálů velmi výhodné. Na parcele se nacházel jak dostatek vhodného stavebního materiálu, tak i dobrá hlína k pálení cihel. Brzy tady byl dokonce objeven i pramen pitné vody, takže později byla zřízena v klášteře i studna. Slavnost ku příležitosti položení základního kamene výstavby kláštera se uskutečnila již 14. července 1748.

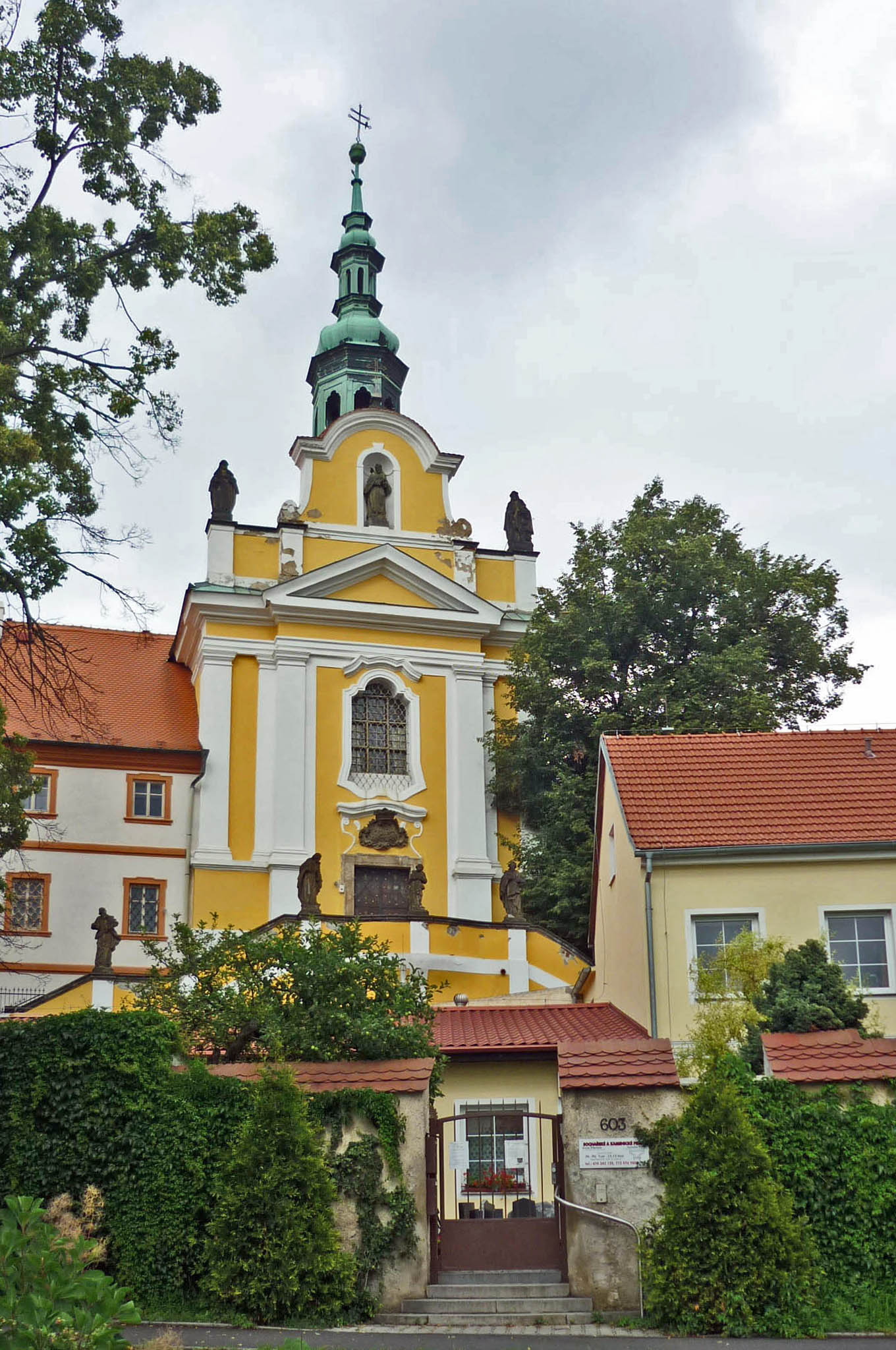
Pohled na kostel svaté Rodiny

Základní kámen kostela svaté Rodiny, který náležel ke klášternímu konventu, byl položen 4. října 1753, tedy ve stejný den, kdy byly i obytné prostory pro uvedení sester připraveny. Poslední fází bylo postavení přiléhajícího kostela, dokončeného v roce 1755. Slavnostního položení základního kamene se zúčastnil pomocný pražský biskup a generální vikář Antonín Vokoun, který jej posvětil. Slavnost u příležitosti dokončení obou budov se uskutečnila v děkanském kostele Povýšení sv. Kříže.
Díky nasbíraným finančním prostředkům nemocnice, povolila císařovna Marie Terezie roku 1754 rozšíření lůžkové kapacity na jedenáct a stávajícího konventu na deset sester včetně představené kláštera – abatyše. Z důvodu vzrůstající potřeby služeb, poskytovaných řádovými sestrami a hlavně ve válečných letech, byl počet sester za císaře Josefa II. zvýšen na celkových osmnáct. V 19. století se počet sester ustálil na čtrnácti.. Významnou součástí budov a nemocničního hospodářství byla lékárna s vlastní zahradou, která kromě klášterní nemocnice distribuovala léky i do dalších nemocnic. Její lékařské knihy a lékárenské recepty z 18.-19. století představují ojediněle dochovaný dokumentární a studijní materiál.

### 19. století
V 18. století byly příjmy kláštera nedostačující a byly v podstatě zvětšovány pouze věnem, které s sebou přinášely řádové sestry přijímající řádové roucho. Samozřejmě i četné války a nebezpečí zrušení kláštera postihovaly osud kadaňského kláštera. Nejvíce byl konvent alžbětinek postižen finančním patentem z roku 1811.
Na počátku 19. století byl konvent rozšířen o sirotčinec. Přístavba byla vysvěcena ku cti svatého Josefa Pěstouna dne 20. září 1853. Stavbu sirotčince navrhl a provedl zednický mistr Karl Grund a tesař Anton Tippmann.
Především díky různým nadacím mohl být na konci 19. století počet nemocničních lůžek nadále navyšován. Například i z podpory vídeňského arcibiskupa Vincence Eduarda Mildeho, někdejšího litoměřického biskupa. Mezi roky 1748–1841 bylo v klášterní nemocnici ošetřeno více než 6 225 nemocných a v letech 1842–1875 jejich počet dokonce vzrostl na 9 016.
Ke klášternímu konventu mimo jiné náležela již zmiňovaná nemocnice, sirotčinec svatého Josefa, klášterní škola pro sirotky a klášterní lékárna. Osudy alžbětinského kláštera a ostatních institucí v první polovině 20. století jsou stále nejasné.

### 20. století
V letech 1946–1948 byly řádové sestry německé národnosti odsunuty do Německa. Na jejich místo poté nastoupily české sestry z pražského kláštera ve Slupi. Na počátku padesátých let 20. století se rušení klášterů kadaňského konventu nedotklo. Mezi rokem 1950–1951 převzal stát správu nad klášterní nemocnicí, ale i přes to v ní nadále působily řeholní sestry. V roce 1961 už zde pracovaly pouze čtyři řádové sestry.
Od roku 1961 byl v přízemí klášterní budovy konvent a v horním patře se nacházela nemocnice. V roce 1961 alžbětinky z kláštera odešly, poslední představenou kláštera byla Marie Pytlíková, která následně přešla do broumovského kláštera. Česká katolická charita v roce 1961 přeměnila budovu na charitní domov pro staré a nemocné řeholnice.

## Stavební historie kláštera

### Exteriér

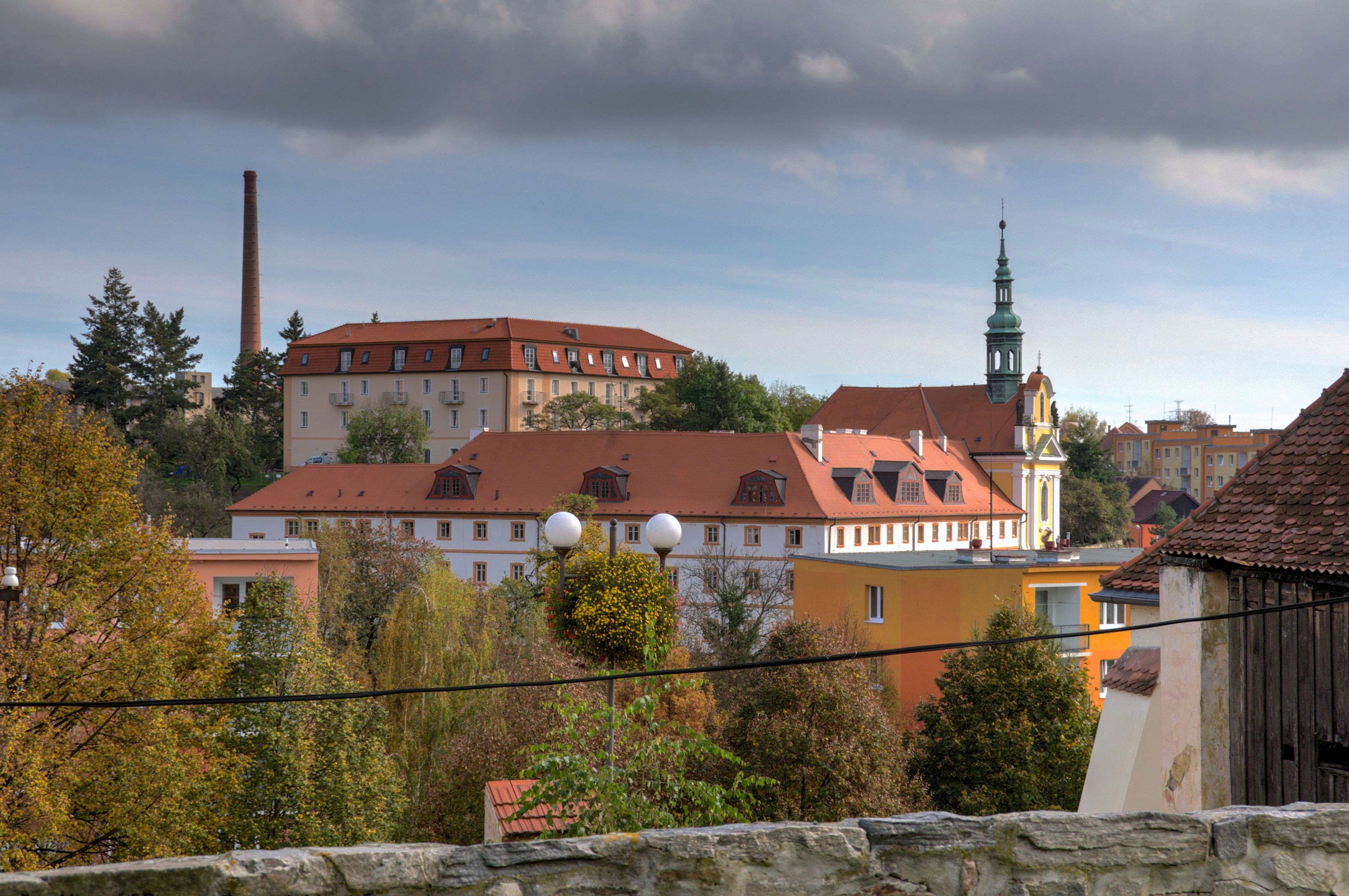
Špitálské předměstí společně s klášterem

Čtyřkřídlá budova kláštera se nachází ve svažitém terénu. Fasády jsou členěny kordonovými římsami. Okna dále obsahují jednoduché stuhové kamenné šambrány s převýšeným překladem s uchy. Na průčelí domu jsou viditelná další data úprav v letech 1837, 1872, 1891, 1910 a 1972. K desetiosému bočnímu průčelí se připojuje novější pětiosé východní křídlo, připojené v polovině 19. století.
V nejvyšší poloze se nachází průčelí kostela s přistavěným schodištěm. Vstupní portál kostela je ve výši prvního patra konventu. Stejně jako u jiných konventů byl nejvýznamnějším prostorem refektář, vyzdobený nástropními malbami Josefa Fuxe. Restaurace maleb v této části kláštera proběhla v roce 1960 za přispění J. Kadery.
Kostel svaté Rodiny je situován po pravé straně hlavního západního průčelí konventu, které se otevírá naproti historickému centru Kadaně. Před hlavním vstupem můžeme vidět mohutné otevřené schodiště s kamenným zábradlím, doplněným sochařskou výzdobou. Nad vstupním portálem je patrný znak mecenášky kláštera. Nad vchodem interiér osvětluje mohutné kasulové okno, které se několikrát opakuje. Celé průčelí je zakončeno štítem a věžičkou.

### Interiér
Interiér je uzavřený mělkým presbyteriem. Rokokové vybavení můžeme datovat do roku 1754. Hlavní podíl na výzdobě měl kadaňský řezbář Carl J. Waitzmann. Fresky na klenbě zpracoval Josef Fux patrně po roce 1860 a ukazují alegorii tří božských ctností a v lodi jsou výjevy a symboly Starého a Nového zákona. Pod kruchtou je zobrazeno vidění svatého Františka Serafínského. Nad kruchtou jsou dále patrné náměty z činnosti řádu alžbětinek. Hlavní oltář byl postaven roku 1754 a obsahuje dvojici sloupů završených nástavcem se čtveřicí soch svatých. Oltářní obraz poté ukazuje svatou Rodinu.
Nachází se zde dále i čtyři rokokové oltáře. Kazatelna je doplněna reliéfem Narození Páně a anděly. Pražské jezulátko je v zasklené rokokové skříňce. Kostel náleží do unikátního souboru staveb J. K. Kosche, jenž vytvářel vlastní variace na motivy K. I. Dientzenhofera.

## Klášter vsoučasnosti
Celý klášterní komplex je v dnešní době prázdný a zatím pro něj nebylo nalezeno žádné využití. Po roce 1989 prošel rozsáhlou rekonstrukcí za přispění města Kadaně. Klášterní budova je majetkem pražských alžbětinek, konkrétně konventu na Slupi.